# Crotalaria leprieurii
Espèce
Synonymes
- Crotalaria linearifolia De Wild.[1]
- Crotalaria parsonsii Baker f.[1]
- Crotalaria vogelii Benth.[1]

Crotalaria leprieurii est une espèce de plantes à fleurs de la famille des Fabaceae et du genre Crotalaria, présente en Afrique tropicale.
Son épithète spécifique leprieurii rend hommage au botaniste et collecteur français François Mathias René Leprieur.